# Peter Hoenselaers
Peter Hoenselaers (* 12. August 1895 in Krefeld; † 19. Juni 1966 in Karlsruhe) war ein deutscher Operettensänger (Tenor) und Theaterintendant.

## Leben
Nach dem Schulabschluss nahm er bei Luise Dumont in Düsseldorf Schauspielunterricht. Danach studierte er Gesang in Düsseldorf, München, Wien und Mailand. Am Ende des Ersten Weltkrieges 1918 stand Hoenselaers erstmals öffentlich auf der Bühne. Als Sänger hatte er im Film Ein Burschenlied aus Heidelberg 1930 einen Auftritt. Zum 1. Juli 1930 trat er der NSDAP bei (Mitgliedsnummer 273.654). Von 1933 bis 1936 war er Theaterintendant in Görlitz und wechselte dann für eine Spielzeit an das Stadttheater nach Stettin. Dort wurde er zum Generalintendanten ernannt und als solcher Landesleiter des Gaues Pommern der Reichstheaterkammer. Als Landesleiter war er zuständig für die Theater in Greifswald, Kolberg, Stettin, Stolp und Stralsund.
Von 1937 bis 1944 wurde Hoenselaers als Nationalsozialist, „uniformierter Funktionär“ und „Inhaber hoher Parteiämter“ – er war SA-Sturmbannführer – Generalintendant der Städtischen Bühnen Dortmund, es kam zu antisemitischen Zwischenfällen. Wie Saladin Schmitt in der Nachbarstadt Bochum ist Hoenselaers Vertreter eines repräsentativen, nationalpolitischen Theaters. Das Theater steht für ihn im Dienste „Großdeutschlands“: „Auch der einfachste Volksgenosse soll den Eindruck und das Gefühl haben, daß ihm auch literarisch schwierigere Werke so nahegebracht werden, daß sie auf ihn erhebend und erbauend wirken können und daß sie ihm vor allem geistige Kraft geben, mit in die künstlerische Zukunft unseres Volkes hineinzuwachsen.“ (unterschrieben „Generalintendant Peter Hoenselaers / SA-Sturmbannführer / Mitglied des Kulturkreises der SA“) Hoenselaers setzte die Wagner-Tradition fort und verfolgte konsequent die Vorgaben der NS-Ideologie. So war ein Element des Spielplans die Oper des politischen Partners des NS-Regimes, der Achsenmacht Italien. Als erste Aufführung unter ihm als Generalintendant kam das musikalische Schauspiel „Zauberin Lola“ von Eduard Künneke zur Uraufführung.
Er trug den Titel Professor und lebte nach dem Zweiten Weltkrieg in Karlsruhe. Dort wurde er Mitbegründer und geschäftsführendes Vorstandsmitglied der Förderungsgemeinschaft der deutschen Kunst e. V. Karlsruhe.